# HD 150638
HD 150638，又名CD-3113161，SAO 207967、HR 6211，是一颗恒星，视星等为6.46，位于銀經349.63，銀緯9.01，其B1900.0坐标为赤經16h 37m 12.8s，赤緯-31° 9.01′ 57″。